# Gare de Differdange
La gare de Differdange est une gare ferroviaire luxembourgeoise de la ligne 6f, d'Esch-sur-Alzette à Pétange, située sur le territoire de la commune de Differdange, dans le canton d'Esch-sur-Alzette.
C'est une halte voyageurs de la Société nationale des chemins de fer luxembourgeois (CFL).

## Situation ferroviaire
Établie à 304 mètres d'altitude, la gare de Differdange est située au point kilométrique (PK) 4,700 de la ligne 6f, d'Esch-sur-Alzette à Pétange, entre les gares de Niederkorn et d'Oberkorn.

## Histoire

### Ancienne gare
La station de Differdange, pour sa partie voyageurs tout du moins, est mise en service par la Compagnie des chemins de fer Prince-Henri, lors de l'ouverture à l'exploitation la ligne d'Esch-sur-Alzette à Pétange le 1er août 1873.

### Nouvel arrêt
Au début des années 1990 un nouvel arrêt est créé, en remplacement de l'ancienne gare, dans le cadre d'un réaménagement de friches industrielles et de l'aménagement d'une nouvelle voie routière pour contourner la ville. Il est de type halte ferroviaire avec deux quais et deux abris.

## Service des voyageurs

### Accueil
Halte CFL, c'est un point d'arrêt non géré avec deux quais et deux abris. Elle est équipée d'un automate pour l'achat de titres de transport.
L'accès aux quais et la traversée des voies s'effectuent en passant sous le pont ferroviaire par la rue John Fitzgerald Kennedy.

### Desserte
Differdange est desservie par des trains Regional-Express (RE) et Regionalbunn (RB) qui exécutent les relations suivantes, :
- Luxembourg - Rodange ;
- Troisvierges - Luxembourg - Rodange.

### Intermodalité
La gare est desservie à distance par la voie publique, à l'arrêt Differdange, Opkorn situé entre les voies ferrées et le centre commercial Opkorn, desservi par les lignes 2 et 6 du Transport intercommunal de personnes dans le canton d'Esch-sur-Alzette, par les lignes 606, 607 et 701 du Régime général des transports routiers et par les lignes 3 et 4 du réseau communal Diffbus.
Un parc pour les vélos (5 places) et un parking pour les véhicules (271 places) y sont aménagés. La gare possède un parking à vélo sécurisé mBox d'un nombre de places indéterminé.
L'arrêt de bus Aal Gare dessert toujours l'ancien bâtiment voyageurs.

## Patrimoine ferroviaire
L'ancien bâtiment voyageurs, fortement agrandi au cours du temps se trouve désormais à l'écart des quais actuels, il est utilisé comme bâtiment de service.